# Божидар Тимотијевић
Божидар Тимотијевић (Београд, 30. октобар 1932 — 6. мај 2000) био је српски књижевник, песник, новинар и уредник.

## Биографија
Рођен је и одрастао у Београду, у радничкој Раковици.
Основну школу и гимназију је завршио у Раковици за коју је био везан читавог живота. Прве стихове је написао још у гимназији (1950—1951), а прву књигу „Квартет“ је објавио са још три пријатеља (Бранко Јовановић, Томислав Мијовић, Првољуб Пејатовић).
У Удружење књижевника је примљен већ 1955.
Апсолвирао је Филолошки факултет у Београду, група за светску и југословенску књижевност.
Исте године (1958) објављује своју прву књигу „Велики спавач“.
Током студија, заједно са Бранком Миљковићем и Жиком Лазићем оснива неосимболистичку групу.
Потом је био уредник и новинар листова и часописа „Млада култура“ (1954-1956), „Савременик“ (1961-1964), „Полетарац“ (старија серија), (1966-1969) и „Књижевне новине“ седамдесетих година.
У издавачкој кући „Младо поколење“ био је уредник (1964—1969).
Радио је као новинар у већем броју југословенских листова и на Радио Београду (1971—1980). Ту, на радију, је покренуо акцију „Књига солидарности“. Донатори су давали књиге које су потом усмераване ка школама у забитима где је књига била реткост. На тај начин је прикупљено 2.000.000 књига.
По својој жељи сахрањен је на планини Тари, на планини на којој је много времена проводио бавећи с својим хобијем - столарством
Његова целокупна заоставштина налази се у Бајиној Башти, док се један део књига из Тимотијевићеве личне библиотеке налази у Удружењу за културу, уметност и међународну сарадњу „Адлигат”.

## Песничке збирке
- Квартет (1954)
- Велики спавач (1958)
- Слово љубве (1960)
- Сребрно брдо (1960)
- Дан се рађа (1963)
- Вечерње (1966)
- Василиск (1974)
- Чарна птица (1977)
- Безданица (1977)
- Кука и мотика (1984)
- Минуше птице светом“ (1986)
- Нож и рана (1966)
- Песме (1998)

## Књиге посвећене најмлађима
- три збирке песама
- девет драмских комада
- мноштво сликовница
- неколико буквара
- читанке
- зборници
- антологије скоро 25 година његови су буквари и читанке били званични уџбеници у Србији

## Текстови за музику
- „Девојко мала“ је био светски мега-хит
- „Када војник своју пушку љуби"
- „Морнарски марш"
- „На вез"
- „Браво школа, ура за играње"

## Сценарија
Сценарио за филм „Вихор зове Анђелију“

## Преводи
Преводио је са више језика. Са енглеског „Породични скуп“ Т. С. Елиота, са словеначког „Сонетни венац“ Францета Прешерна, и са руског „Коњић грбоњић“ П. П. Јершова
Превођен је 25 светских језика

## Награде
- Награда за младе песнике – средњошколце
- Прва награда листа „Млада култура“
- Прва награда на међународном конкурсу за поезију у Италији
- Нолитову награду (у конкуренцији 138 кандидата)
- Награда војвођанске секције Удружења књижевника Србије
- Змајева награда Матице српске
- Плакета српског краљевског Књижевног Клуба „Карађорђевић“
- Плакета за дугогодишњу сарадњу са Коларчевим народним универзитетом
- Плакета Дисово пролеће за целокупно песничко дело